# Савин, Анатолий Васильевич (футболист)
Анатолий Васильевич Савин (20 декабря 1934, Москва — август 1994) — советский футболист, и тренер. Играл на позиции нападающего. Наиболее известен по игре за ЦДСА 1950-х, с которым выиграл дважды бронзовые медали чемпионата СССР и по тренерской работе в штабе симферопольской «Таврии» в 1970—1990-е, с которой выиграл золото чемпионата Украины.

## Биография
Родился в семье футболиста Василия Фёдоровича Савина, который играл в полузащите в горьковском Динамо и московском Пищевике до войны. Анатолий Савин начал играть в футбол в 1953 в московском «Химике» на позиции центрфорварда.
В сезоне 1954 была возрождена команда ЦДСА, расформированная двумя годами ранее. Большинство игроков прежней «команды лейтенантов» уже не смогли вернуться в родной клуб по возрасту, поэтому ЦДСА начал собирать новую команду из молодых игроков разных клубов. Из «Химика» в июле перешли нападающий Савин и крайний защитник Анатолий Крутиков, причём если последний в основной состав клуба попал только через 2 сезона, то Савин сразу стал самым скорострельным форвардом команды, забив 5 мячей в 9 выходах в основе. Отмечали его сильный удар, игру головой, игру в пас.

Нападающий А. Савин — совсем молодой игрок впервые выдвинут в основной состав, в середине текущего сезона. Зарекомендовал себя способным футболистом, с достаточной степенью технической подготовленности. Хорошо видит поле и разбирается в игровых ситуацих <…> Бесспорно растущий игрок и в предстоящем сезоне должен выступать значительно сильнее.

В сезоне-1955 Савин он потерял место в основном составе после прихода форвардов Юрия Беляева и Владимира Агапова, тем не менее в двух сезонах он был частью команды, выигравшей бронзовые медали дважды подряд.
В 1957 окончательно потерявший место в ЦДСА с приходом Германа Апухтина Савин перешёл в московское «Торпедо», но там не задержался, не сыграв ни одной игры. В тот же год на семь сезонов Савин переехал на родину отца, сначала в «Торпедо» горьковское, где играл на более низком уровне. Потом три также удачных сезона в горьковской «Ракете».
В 1964, транзитом через сезон в запорожском «Металлурге», перешёл в симферопольскую «Таврию», только что получившую это название. Тренер команды Анатолий Заяев собирал в свою команду опытных футболистов, поигравших в высшей лиге, пришёлся ко двору и Савин. В итоге в «Таврии», в Симферополе, в Крыму и в одной команде с Заяевым Савин провёл многие годы в следующие три десятилетия. После окончания карьеры в командах мастеров в «Днепровце» играл в симферопольских любительских командах, в частности выиграл с симферопольским «Авангардом» Кубок Крыма в 1968.
С середины 1970-х по начало 1990-х с перерывами работал тренером в «Таврии» и севастопольской «Атлантике» вместе с Заяевым, который в этот период был начальником команды или главным тренером. Но разработкой тактики и тренировочных занятий в командах Заяева занимался именно Савин, который формально главным тренером никогда не был. В 1992, в седьмой и последний приход Савина в «Таврию», его тренерский дуэт с Заяевым выиграл золото первого в истории чемпионата Украины.

## Статистика
| Клуб             | Див              | Сезон            | Чемпионат | Чемпионат | Кубок | Кубок | Итого | Итого |
| Клуб             | Див              | Сезон            | Игры      | Голы      | Игры  | Голы  | Игры  | Голы  |
| ---------------- | ---------------- | ---------------- | --------- | --------- | ----- | ----- | ----- | ----- |
| Химик Москва     | Б                | 1953             | 9         | 0         | 3     | 1     | 12    | 1     |
| ЦДСА             | А                | 1954             | 10        | 5         | 3     | 1     | 13    | 6     |
| ЦДСА             | А                | 1955             | 3         | 0         | 0     | 0     | 3     | 0     |
| ЦДСА             | А                | 1956             | 6         | 1         | 0     | 0     | 6     | 1     |
| ЦДСА             | Итого            | Итого            | 19        | 6         | 3     | 1     | 22    | 7     |
| Торпедо Горький  | Б                | 1957             | 25        | 8         | 1     | 2     | 26    | 10    |
| Торпедо Горький  | Б                | 1958             | 29        | 21        | 0     | 0     | 29    | 21    |
| Торпедо Горький  | Б                | 1959             | 26        | 9         | 1     | 0     | 27    | 9     |
| Торпедо Горький  | Б                | 1960             | ?         | 5         | 0     | 0     | 0     | 0     |
| Торпедо Горький  | Итого            | Итого            | 80+       | 43        | 2     | 2     | 82+   | 45    |
| Ракета Горький   | Б                | 1960             | 4         | 2         | 0     | 0     | 4     | 2     |
| Ракета Горький   | Б                | 1961             | 24        | 8         | ?     | 1     | 24+   | 9     |
| Ракета Горький   | Б                | 1962             | 21        | 3         | 1     | 0     | 22    | 3     |
| Ракета Горький   | Итого            | Итого            | 49        | 13        | 1+    | 1     | 50+   | 14    |
| Металлург З      | Б                | 1963             | 20        | 3         | 0     | 0     | 20    | 3     |
| Таврия           | В                | 1964             | 35        | 10        | 4     | 1     | 33    | 11    |
| Днепровец        | В                | 1965             | 22        | 3         | 0     | 0     | 22    | 3     |
| Всего за карьеру | Всего за карьеру | Всего за карьеру | 228+      | 78        | 10+   | 6     | 238+  | 84    |

## Достижения

### Командные

#### Игрок
ЦДСА
- Бронзовый призёр чемпионата СССР (2): 1955, 1956

#### Тренер
«Таврия»
- Победитель чемпионата Украины (1): 1992